# 道の駅スプリングスひよし
道の駅スプリングスひよし（みちのえき スプリングスひよし）は、京都府南丹市日吉町中宮ノ向にある京都府道19号園部平屋線の道の駅である。

## 概要
スプリングスひよしは日吉ダム建設に伴い、地域振興や雇用確保などを目的として1998年（平成10年）に開業。その後、周辺の観光施設との競合対策と利用者の増加を目的として、2011年（平成23年）に道の駅として登録。同年10月1日に「道の駅スプリングスひよし」として開業した。桂川を挟み「ウェルカムプラザ」と「リフレッシュプラザ」からなり、両施設を展望連絡橋（土木学会デザイン賞2002優秀賞）で結んでいる。

## 施設
- 駐車場
  - 普通車：273台
  - 大型車：5台
  - 身障者用駐車場：4台
- トイレ
  - 男：大9器・小13器
  - 女：14器
  - 身障者用：4器
- ウェルカムプラザ（桂川左岸）
  - 休憩所
  - 情報コーナー

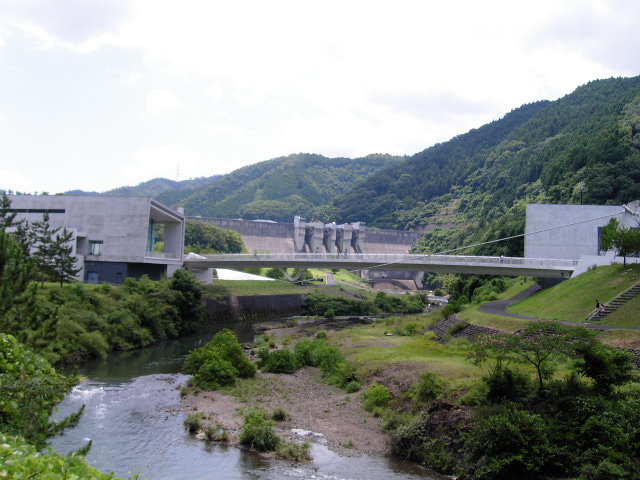
スプリングひよし(右)と桂川を挟みひよし温泉(左)、背後に日吉ダム

  - レストラン桂川（平日：11:00 - 18:00・土日祝日：11:00 - 19:00）
ここでは、日吉ダムにちなんだダムカレーがメニューとして提供されている[5][6]。
  - 里の市（特産品販売、9:30 - 18:00）
  - 彩花菜園（農産物直売所、9:30 - 18:00）
- リフレッシュプラザ（桂川右岸）
  - ひよし温泉（日帰り入浴施設、10:00 - 21:30）
  - 温水プール（10:00 - 21:30）
  - お食事処 楽河（フードコート、平日：11:00 - 14:30・土日祝日：11:00 - 20:30）
- 体育館（10:00 - 22:00）
- DOD CAMP PARK KYOTO（キャンプフィールド）
  - アウトドアブランド「DOD」とのコラボレーションによるキャンプフィールド[7]。キャンプ初心者でも宿泊ができるよう、あらかじめテントが設営されている。

### 管理団体
- 設置者：南丹市
- 指定管理者
  - 当初は南丹市が出資する第三セクターの日吉ふるさと株式会社が指定管理者となっていたが[3]、財政負担軽減のため指定管理の期間が終わる2021年度（令和3年度）より民間業者への委託に変更した[8][9]。その後、日吉ふるさと株式会社は清算された[10]。
  - 2021年4月1日から2024年3月31日まで株式会社ケー・エキスプレスが指定管理者となった[11]。2024年4月からの指定管理者については、2023年8月に公募したが応募がなく、同年12月に再公募となった[12]。その後、次期管理者に従前の管理者の株式会社ケー・エキスプレスのみが応募し、同社が指定管理者候補となった[13]。

## 定休日
- 毎週水曜日（祝日は営業、その場合翌日が休業）[2]
- 12月30日・12月31日

## アクセス
- 京都府道19号園部平屋線 - 登録路線
  - 京都府道50号京都日吉美山線
  - 京都府道364号中地日吉線

路線バス（コミュニティバス）
- 西日本旅客鉄道（JR西日本）山陰本線日吉駅から南丹市営バス・日吉ダム線にて5分、「ひよし温泉」下車。
  - 平日および土曜は1日3.5往復、日曜は1日1往復のみの運行となっている。また、当施設休業日は運休となる。

## 周辺
- 日吉ダム[2][5][6]
- 府民の森ひよし
- かやぶき音楽堂
- 南丹市日吉町郷土資料館
- 京都丹波高原国定公園